# Microsoft Visual FoxPro
Visual FoxPro は、マイクロソフトが開発販売しているデータ中心型オブジェクト指向/手続き型プログラミング言語である。1984年、Fox Softwareが開発した FoxPro（当初の名称は FoxBASE）から発展した製品である（Fox社は1992年にマイクロソフトに吸収合併された）。

## 歴史

### FoxPro
FoxPro はテキストベースの手続き型プログラミング言語でありDBMSである。当初 Fox Software が開発販売し、後にマイクロソフトに引き継がれた。対応プラットフォームとしては、MS-DOS、Microsoft Windows、Macintosh、UNIX があった。
FoxPro は一般に「xBase言語」と呼ばれる言語の一種であり、その文法はdBASEプログラミング言語に基づいている。xBase言語とされるものには他に Clipper がある。xBase言語の初期の歴史については、dBASEを参照。
FoxProはデータベース管理システムだが、表間の関係をサポートしていない。つまり、関係データベースではないし、トランザクション処理能力もない。
最終版はFoxPro 2.6で、それ以降はVisual FoxProに引き継がれた。既に販売終了していてマイクロソフトもサポートしていないが、FoxProユーザーのコミュニティは現在も活動中である。FoxPro 2.6 for UNIX (FPU26)はIntel Binary Compatibility Standard (ibcs2) サポートライブラリを使ってLinuxやFreeBSDにインストール可能である。
FoxPro 2では、"Rushmore" という最適化エンジンが搭載され、データ検索や更新が高速化されている。Rushmoreは全てのデータ関係文を調べてフィルタ式を探し出す。フィルタ式が使われると、同じ式にマッチするインデックスを探す。また、FoxPro 2は当初WatCOM C++で書かれており、これには自前のメモリ拡張機能（当時の最新技術）があった。FoxPro 2は拡張メモリにアクセスでき、DOSが管理可能なほぼ全てのメモリを使うことができた。HIMEM.SYSがロードされていない場合、FoxPro 2は自前の拡張機構を起動するようになっていた。

### Visual FoxPro
Visual FoxProとしての最初のバージョンは3.0で、対応プラットフォームはMacintoshとWindowsのみに限定され、さらに後のバージョンではWindowsのみとなった。現在のVisual FoxProはCOMベースであり、マイクロソフトはMicrosoft .NET版を開発する予定はないとしている。
Visual FoxPro（VFPと略記されることが多い）は関係データベースエンジンと密に結合されている。この関係データベースはFoxProのxBase機能を拡張し、SQLクエリ/データ操作を追加サポートしている。多くのデータベース管理システムとは異なり、Visual FoxProは完全な動的プログラミング言語であり、追加の汎用プログラミング環境を必要としない。ファットクライアントのアプリケーション開発だけでなく、ミドルウェアやウェブアプリケーションも開発可能である。

### 最近の動向
2002年末、Visual FoxProをWineを使って Linuxで利用可能であることが示された。2003年、これを受けてマイクロソフトはWindows以外の上でFoxProを動作させることはライセンス契約に違反していると指摘した。
2005年12月、TIOBEのProgramming Community IndexにVFP（正確にはFoxPro/xBase）が初めて上位20位以内にランキングされた。2007年3月には19位、2007年8月には22位、2008年4月には17位と推移している。
2007年3月、マイクロソフトはVFP 10は開発されないことを発表した。従って、2004年12月17日にリリースされたVFP 9が最後の商用バージョンとなる。VFP 9 のサポートはサービスパックの形式で行われている（2005年12月と2007年10月にリリース）。
その発表と同時に、開発されていた次期バージョンSedna（コード名）が発表された。これはVFP 9へのアドオンであり、SQL Server 2005、.NET Framework、Windows Vista、Office 2007、Windows Search、Team Foundation Server (TFS) などとの連携機能をサポートしている。マイクロソフトはこれをシェアードソースライセンスでCodePlex上でリリースした。ただし、VFPの中核部分は依然としてクローズドソースである。Sednaのリリースは2008年1月25日に行われた。2008年3月現在、VFP 9 SP2（Sednaを含む）のXBaseコンポーネントは全てCodePlexから開発用に利用可能である。
2007年3月、FoxProのスペイン語コミュニティMasFoxProで草の根運動が始まり、マイクロソフトに対してVisual FoxProの開発継続か全ソースのオープンソース化を求める活動を展開した。2007年4月3日、この運動は業界メディアでも報道された。これに対してマイクロソフトは2007年4月3日、声明を発表した。それによると、新たなバージョンは開発せず、2015年までサポートを継続するとのこと。また、オープンソース化については最善の選択としているが、中核部のオープンソース化の具体的な予定は発表されていない。

## バージョン情報

### FoxPro
| Version           | FP 2.0 | FP 2.5 | FP 2.6 |
| ----------------- | ------ | ------ | ------ |
| MS-DOS            | Yes    | Yes    | Yes    |
| Windows 3.1 to XP | Yes    | Yes    | Yes    |
| Macintosh         | No     | Yes    | Yes    |
| SCO UNIX          | No     | No     | Yes    |
| Linux & FreeBSD   | No     | No     | Yes    |
| Windows 2000      | No     | No     | Yes    |

### Visual FoxPro
| Version             | VFP 3.0 | VFP 5.0 | VFP 6.0 | VFP 7.0        | VFP 8.0        | VFP 9.0        |
| ------------------- | ------- | ------- | ------- | -------------- | -------------- | -------------- |
| Windows 3.x         | Yes     | No      | No      | No             | No             | No             |
| Windows NT 4.0      | Yes     | Yes     | Yes     | Yes            | No             | No             |
| Windows 95          | Yes     | Yes     | Yes     | ランタイムのみ | No             | No             |
| Windows 98          | Yes     | Yes     | Yes     | Yes            | ランタイムのみ | ランタイムのみ |
| Windows Me          | Yes     | Yes     | Yes     | Yes            | ランタイムのみ | ランタイムのみ |
| Windows 2000        | Yes     | Yes     | Yes     | Yes            | Yes            | Yes            |
| Windows XP          | Yes     | Yes     | Yes     | Yes            | Yes            | Yes            |
| Windows Server 2003 | ?       | ?       | Yes     | Yes            | Yes            | Yes            |
| Windows Vista       | ?       | Yes     | Yes     | Yes            | Yes            | Yes            |

## コード例
Hello World の例:
```
MESSAGEBOX
(
"Hello World"
)

```

### オブジェクト
```
loForm
 = 
CREATEOBJECT
(
"HiForm"
)

loForm
.Show
(1)

DEFINE
 CLASS Hi
Form
 AS 
Form

  
AutoCenter
 = 
.T.

  
Caption
 = 
"Hello, World"

  
ADD
 OBJECT lblHi as 
Label
 WITH 
;

    
Caption
 = 
"Hello, World!"

ENDDEFINE

```

```
loMine
 = 
CREATEOBJECT
(
"MyClass"
)
? loMine.cProp1   
&& これは動作する（'&'が2つで行末までコメント）

? loMine.cProp2   
&& プログラムエラー: Property CPROP2 is not found.

? loMine.MyMethod1()  
&& これは動作する。

? loMine.MyMethod2()  
&& プログラムエラー: Property MYMETHOD2 is not found.

DEFINE
 CLASS MyClass AS 
Custom

  
cProp1
 = 
"My Property"
    
&& パブリック・プロパティ

  
HIDDEN
 cProp2     
&& プライベート・プロパティ

  
PROCEDURE
 Init()    
&& クラス・コンストラクタ

    
This
.cProp2 = 
"This is a hidden property."

  
ENDPROC

  
PROCEDURE
 MyMethod1()
    
* This is a public method, calling a hidden method that returns

    
* the value of a hidden property.

    
RETURN
 
This
.MyMethod2()
  
ENDPROC

  
HIDDEN
 PROCEDURE MyMethod2()  
&& プライベート・メソッド

    
RETURN
 
This
.cProp2
  
ENDPROC

ENDDEFINE

```

### データハンドリング
```
&& テーブル生成

CREATE
 TABLE randData (iData I)

&& xBase と SQL DML コマンドを使ってランダムなデータを格納

FOR
 i = 1 TO 50
    
APPEND
 BLANK
    
REPLACE
 iData WITH (
RAND
() * 100)

    
INSERT
 INTO randData (iData) VALUES (
RAND
() * 100)

ENDFOR

&& データ上に構造化インデックスを配置

INDEX
 ON iData TAG iData

CLOSE
 ALL

&& xBase風コマンドでソートしたデータを表示

USE
 randData

SET
 ORDER TO iData

GO
 TOP

LIST
 NEXT 10  
&& First 10 

SKIP
 81

LIST
 NEXT 10  
&& Last 10

CLOSE
 ALL

&& SQL DML コマンドでソート済みデータをブラウズ

SELECT
 * 
;

  
FROM
 randData 
;

  
ORDER
 BY iData DESCENDING

```

### SQLパススルーを使ったODBCアクセス
```
&& ODBCデータソースに接続

LOCAL
 nHnd

nHnd
 = 
SQLCONNECT
 (
"ODBCDSN"
, 
"user"
, 
"pwd"
)

&& SQL コマンドを実行

LOCAL
 nResult

nResult
 = 
SQLEXEC
 (nHnd, 
"USE master"
)

IF
 nResult < 0
  
MESSAGEBOX
 (
"MASTER database does not exist!"
)
  
RETURN

ENDIF

&& リモートサーバからデータを検索し
&& ローカルなデータカーソルにそれを格納

nResult
 = 
SQLEXEC
 (nHnd, 
"SELECT * FROM authors"
, 
"QAUTHORS"
)

&& リモートのテーブルにあるレコードを更新

LOCAL
 cAuthorID, cAuthorName

cAuthorID
 = 
"1001"

cAuthorName
 = 
"New name"

nResult
 = 
SQLEXEC
 (nHnd, 
"UPDATE authors SET auth_name = ?cAuthorName WHERE auth_id = ?cAuthorID"
)

&& 切断

SQLDISCONNECT
(nHnd)

```

### マイクロソフト
- Main Visual FoxPro Microsoft page
- MSDN FoxPro support board
- VFP's online help file
- Microsoft VFP 9 support
- Visual FoxPro Essential Downloads page

### その他
- Visual FoxPro Wiki
- A site devoted to the history of FoxPro
  - History of FoxPro - Timeline
- Using Win32 (WinAPI) functions in Visual FoxPro
- User-defined functions Visual FoxPro (written in C)
- VFPx VFP 9.0 のオープンソースのアドオンを開発しようとしているコミュニティ
- ProFox VFP関連のメーリングリスト
- Virtual FoxPro User Group
- Microsoft: FoxPro (old versions 1 to 2.6) Forum
- FoxPro FAQs